# Leptotes tenuis
Leptotes tenuis är en orkidéart som beskrevs av Heinrich Gustav Reichenbach. Leptotes tenuis ingår i släktet Leptotes och familjen orkidéer. Inga underarter finns listade i Catalogue of Life.

## Bildgalleri

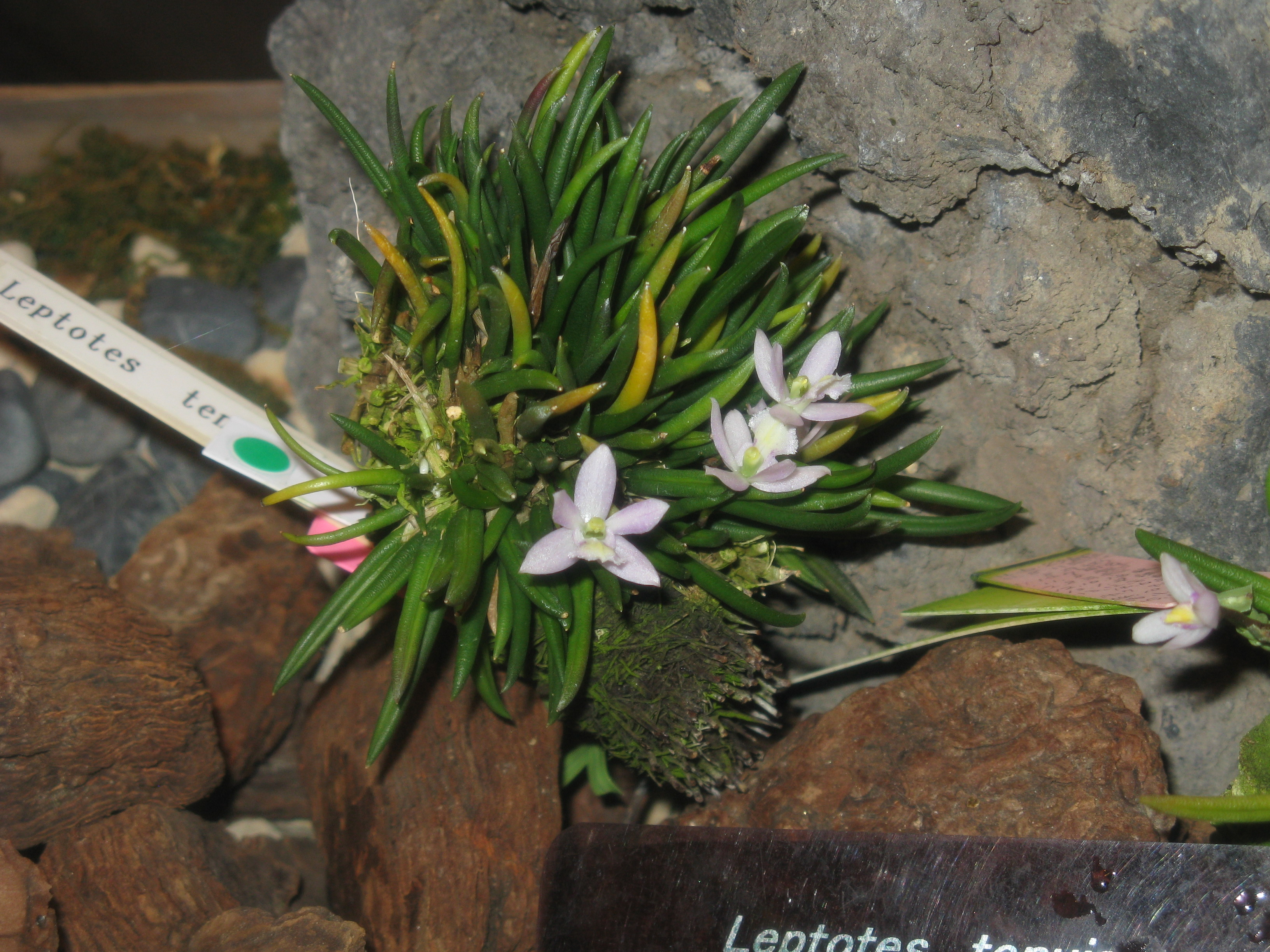
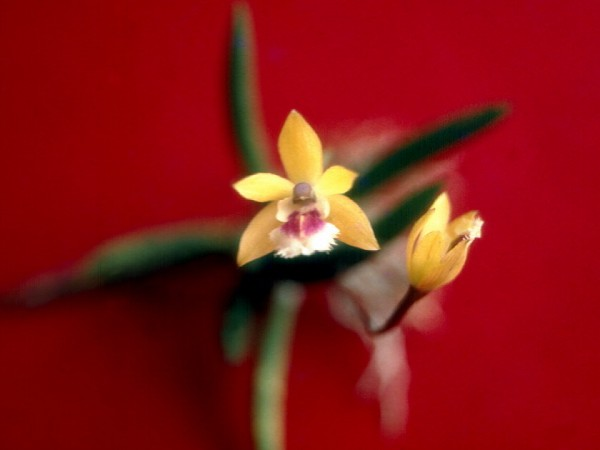